# Real War
Real War – strategiczna gra czasu rzeczywistego wydana 25 września 2001 roku przez Simon & Schuster.
Akcja gry rozgrywa się w 2007 roku, gdzie siły zbrojne Stanów Zjednoczonych zmagają się z grupami terrorystycznymi, które połączyły się w organizację noszącą nazwę Niezależna Armia Wyzwolenia (Independent Liberation Army).
W produkcji gry brał udział zespół OSI Incorporated, znany z tworzenia programów przeznaczonych do szkolenia oddziałów armii amerykańskiej. Gra stanowi komercyjną, publiczną wersję wojskowego symulatora pola walki – Joint Force.
3 października 2002 roku wydany został dodatek do gry pt. Real War: Rogue States.